# Cyprien Robert
Pour les articles homonymes, voir Robert.
Cyprien Robert (Angers, 1er février 1807 – circa 1865) est un linguiste français, spécialiste du monde slave.

## Biographie
Né le 1er février 1807 à Angers, Cyprien Robert est l'un des fondateurs des études slaves en France, chargé de suppléer Adam Mickiewicz dans le cours de Langue et littérature slave au Collège de France (1845-1857), et le rédacteur de la Revue des Deux Mondes, dans laquelle il publie de nombreux articles consacrés à la question slave.
En mars 1848, il crée la Société de l'Émancipation des peuples slaves de Paris (dite plus souvent : la « Société slave »). Au printemps 1848, elle compte près de 200 membres dont 80 % de Polonais ; parmi ceux-ci, les partisans du prince Czartoryski étaient fortement majoritaires.
Après avoir abandonné les études slaves, Cyprien Robert s'intéresse au panlatinisme et présente dans un livre intitulé Le Panlatinisme le projet de confédérer les peuples d'origine « gallo-latine », à savoir : la population des îles Britanniques, celle de la péninsule Ibérique, les Français, les Italiens, les Roumains, et même les Allemands de la rive gauche du Rhin. La réalisation de ce projet permettrait l'unité politique de l'Occident sous l'hégémonie incontestable de la France ; ce corps politique serait assez puissant pour s'opposer à la « menace panslaviste », ainsi que pour tenir tête aux Américains et aux Chinois.
Il était également favorable à une union bulgaro-serbe et à la création d'une alliance regroupant les Grecs, les Slaves balkaniques et les Turcs pour s'opposer à l'Empire russe qui cherchait à s'imposer dans les Balkans.
Cyprien Robert disparaît mystérieusement dans les années 1860 ; le slaviste Louis Léger tentera, en vain, de retrouver sa trace.
Il fut membre de la Société des lettres serbes et de la Société savante serbe.

## Publications sélectives
- « Le Monde gréco-slave » (articles), Revue des deux Mondes, Paris, 1842 (lire en ligne)
- Les Slaves de Turquie. Serbes, Monténégrins, Bosniaques, Albanais et Bulgares. Leurs ressources, leurs tendances, Paris, 1844 (lire en ligne)
- Les Deux Panslavismes, situation actuelle des peuples slaves vis-à-vis de la Russie, Paris, 1847
- Le Monde slave, son passé, son état présent et son avenir, Paris, 1852
- Le Panlatinisme, Paris, 1860